# U-matic
L' U-matic va ser el primer format de videocasset que es va posar a la venda. Era un magnetoscopi de casset portàtil, resistent i econòmic
L'U-matic ha donat lloc a dos derivats:  BVU  (Difusió de Vídeo Umatic  ) introduït el 1978 i el BVU Sp introduït el 1988. Aquests derivats es van dissenyar per millorar la qualitat de la imatge inicial.

## Història
L'U-matic va ser creat el 1969. La cinta fa 3/4 de polzada d'ample. Va ser l'única cinta d'aquest ample en vídeo analògic.
L'U-matic va permetre, per primera vegada, la gravació de reportatges de forma totalment independent a l'aire lliure mitjançant una càmera d'espatlla connectada a un magnetoscopi portable. Tanmateix no era un equip gaire lleuger, però oferia una certa llibertat de moviment. Les cassettes U-matic eren petites i d'una durada de 22 minuts. Uns cassets més grans, de fins a 75 minuts, permetien l'edició a l'estudi.
Va ser durant diversos anys el format de la televisió d'informació per excel·lència abans de ser destronat pel Betacam el 1983. Moltes institucions i empreses que utilitzen i, com a tal, U-matic és un important patrimoni audiovisual. Per desgràcia, sembla que li és difícil de resistir el danys del temps, a diferència del més robust, però més tardà Betacam.
L'U-matic modula un senyal de vídeo analògic és a dir, "vídeo compost" PAL (Fase Alternating Line), SECAM (seqüencial a memòria) o NTSC (National Television System Committee), és a dir, que la informació de la imatge està barrejada. La resolució horitzontal no era superior als 260 punts/línia. S'ha millorat amb el BVU i el BVU Sp.

## Funcionalitat tècnica
El format U-Matic, utilitza un procés de gravació d'heterodinació de la crominancia (color-under), i la imatge pot quedar bastant deteriorada si es fan copies successives de la seqüència durant el procés d'edició. Quan l'U-Matic s'utilitza en una transmissió d'elements en cadena que requereix precisió, per exemple per a ENG, s'ha d'aplicar un corrector de base de temps, per a estabilitzar la reproducció. Donat que la senyal està fora de base, no pot ser mesclada amb altres senyals de vídeo.
S'havia de tenir un especial tractat en les gravacions que es fan en moviment, ja que es podien produir grans variacions de velocitat (errors gyro), que s'havien de compensar amb circuits digitals de correcció de base de temps.
Aquest magnetoscopi era força lent per arribar a la seva màxima velocitat a partir del moment que s'encen, fet pel qual es podien perdre accions inicials no previstes. Per a solucionar-ho estava calculat l'standby, per a que amb la cinta ja arrollada i a màxima velocitat comencés la gravació d'immediat